# 廣瀬純
- 広瀬純

廣瀬 純（ひろせ じゅん、1979年3月29日 - ）は、大分県臼杵市出身の元プロ野球選手（外野手）、野球指導者、解説者。右投右打。
現役時代は広島東洋カープ一筋でプレーした。日本野球機構の一軍公式戦における連続打席出塁記録保持者（15打席）。

## 経歴

### プロ入り前
大分県立佐伯鶴城高等学校では3年夏の第78回全国高等学校野球選手権大会で初戦敗退。
その後法政大学では高校先輩の山中正竹監督の下で3年春に東京六大学9人目の三冠王を獲得。東大2回戦では遠藤良平から2本塁打を放つも敗れて、翌3回戦では満塁本塁打で大勝した。主将を務めた4年春のリーグ戦で優勝。同学年のチームメイトにはG.G.佐藤こと佐藤隆彦や阿部真宏がいた。先輩に根鈴雄次がおり、根鈴の指導のもとウエイトトレーニングを取り入れ筋力アップを図った。在学中にはシドニーオリンピック野球日本代表に選出されている。
2000年11月17日に行われたプロ野球ドラフト会議で広島東洋カープから2巡目で指名（逆指名）され契約。背番号は「26」。

### 広島時代
2001年3月31日の対中日ドラゴンズ戦でプロ入り初出場を果たし、5月22日の対横浜ベイスターズ戦において、7回裏に三浦大輔からプロ初本塁打を記録した。同年はシーズンを通して80試合に出場し、打率.286を記録した。
2002年7月18日の対阪神タイガース戦で、7回表にプロ初盗塁を記録した。しかしシーズンを通して前年の出場試合数の半分にも満たない39試合の出場にとどまり、0本塁打に終わった。打席数も少なかったが、打率は.286と前年までの数値を維持した。
2003年は前年を上回る52試合に出場し、2年ぶりの本塁打も放ったが、シーズンを通して打率.240と低調であった。
2004年はプロ入り最少となる10試合の出場に終わった。また、打率.077、安打はシーズンを通して僅か1本に終わり、全く結果を残せなかった。
2005年は43試合に出場。自己最高の打率.308を記録したが、代打（左投手時）・外野の守備固めとしての起用が多かったため、打席数は少なく、0本塁打に終わった。
2006年はシーズン中盤に一塁のレギュラーである栗原健太、外野手の嶋重宣の戦線離脱もあり、主に一塁での先発出場が多くなった。バックスイングを大きく取るバッティングフォームに改造し、パンチ力も増した。10月5日の対中日ドラゴンズ戦で、エース川上憲伸から左翼席への先制3ランに、追加点の足がかりとなるヒットを放つ活躍を見せる。また10月11日のヤクルト戦では自身初の1試合2本塁打を記録するなど、同年はプロ入り最高の成績を残し、飛躍のシーズンとなった。オフには新井貴浩と同じく最福寺で護摩行を行った。
2007年は前年外野のレギュラーであった前田智徳が離脱していたこともあり、3月30日の阪神タイガースとの開幕戦（京セラドーム大阪）に先発出場。チーム初安打を放ち、梵英心の犠飛でチーム初得点のホームを踏んだが、この際に左太ももを負傷。4月28日の阪神戦で守備での途中出場により一軍復帰。翌29日は6番スタメンで出場し、復帰後初打席となる第一打席で、初球をバックスクリーンへ自身初の満塁本塁打を放ち、満員の観衆の前でお立ち台に上った。同年は自己最多の7本塁打を記録した。
2008年は開幕一軍入りを果たすことができなかった。5月20日に一軍登録され、打率.400を記録するが、その後は低迷。一軍に帯同はしたものの激しい外野争いから出番が減っていき、わずか13試合の出場に留まり、7月11日に抹消された。ファームでは出番を増やすために従来の外野、一塁手に加え、三塁手の練習も行った。9月12日に再登録され、9月13日に三塁手での先発出場を果たした。
2009年は開幕一軍入りを果たし、シーズンを通してほぼ一軍に帯同。自己最多の94試合に出場し、規定打席には届かなかったが打率も.277と安定した成績を残した。しかし、左投手からの打率は.242、得点圏での打率は.213と低く終わり、翌年への課題も残った。
2010年も開幕一軍入りを果たし、開幕戦では7番・右翼手で先発出場した。その後も好調を維持し続け、ついに外野のレギュラーの座を獲得。野村謙二郎監督は前年に引退した緒方孝市の後継者として使い続けヒットも順調に量産し、前半戦の段階で自己のシーズン安打記録を更新した。故障欠場していた栗原健太の代替選手として、オールスターゲームへの初出場を果たす。また栗原が欠場した際に1試合だけ4番を任された。最終的に自身初の規定打席到達を果たし、同時に初の3割と2桁本塁打を記録。多くのカテゴリーでキャリアハイを更新する自己最高のシーズンとなり、攻守にわたってチームの要となった。
2011年は3番・右翼手で開幕を迎える。開幕戦から9試合連続安打を記録し、4月の16試合で打率.353、2本塁打を放つなど、一時は打率がリーグトップに立つほどの打撃好調であった。しかし5月20日の対オリックス・バファローズ戦に出場したのを最後に、右太もも裏の故障で戦線を離脱。8月に復帰するも月間打率.205と振るわず、さらに再度の故障に見舞われ、最終的には73試合の出場で打率.271、2本塁打に終わった。規定打席不足ながらリーグ最多となる14死球を記録した。またこの年国内FA権を取得したが、11月22日に自身のブログでFA権を行使せず残留することを発表した。
2012年は前年よりも出場機会を増やし102試合に出場したが、規定打席には届かなかった上、打率も.241と低調で、レギュラーを奪い返すまでには至らなかった。
2013年4月21日のvs巨人戦・第4打席から4月26日の、vs中日戦（マツダ）・第4打席まで日本プロ野球新記録の15打席連続出塁。この間の成績は15打席で8打数8安打（単打6本、二塁打2本）7四死球。翌27日のvs中日戦（マツダ）の第1打席、1回二死三塁の場面で一飛に終わり、連続出塁記録は15でストップした。
2014年は出場数が60試合に減り、打率.234、2本塁打と低迷した。
2015年はプロ入り以降初めて、二軍生活に終始。ウエスタン・リーグ公式戦でも、35試合の出場で、打率.240、1本塁打、3打点という成績にとどまった。
2016年は2年連続で、一軍公式戦への出場機会がなかった。ウエスタン・リーグ公式戦には、代打などで53試合に出場。打率.292、3本塁打、12打点を記録した。9月20日に球団を通じて倉義和と共に現役引退を発表した。球団は本拠地最終戦（9月25日の対ヤクルト25回戦）を廣瀬・倉の引退試合とし、2人は同日付で出場選手登録された。この試合では廣瀬の長男が始球式に登場し、倉が「8番・捕手」として初回先頭打者の1打席のみ守備に就いた。交代後の1回表二死一・三塁時点で激しい雨に見舞われ、1時間20分の中断を経て降雨ノーゲーム終了。廣瀬の出場機会は無く試合後に予定されていた倉・廣瀬の引退セレモニーも延期となった。球団は廣瀬の出場選手登録を抹消せず10月1日の振替試合（公式戦最終戦）を廣瀬の引退試合とした。廣瀬は先発投手黒田博樹の代打として7回裏に現役最後の打席を迎え、松岡健一から大きなレフトフライを打ち上げた。8回表からは右翼守備に就いたが、守備機会は無いまま試合終了を迎え16年間の現役生活に幕を閉じた。試合後の引退セレモニーでは「ファンの皆さんの声援が本当に頼もしかったです。そして、監督、チームメート、裏方の皆さんと野球ができて本当に楽しかったです。僕も皆さんも大好きなカープは、これからもっともっと良いチームになって、強くなっていくと思います。皆さんも一緒に、広島伝説を作っていきましょう」との言葉を残している。12月2日、自由契約公示された。

### 引退後
2017年は、中国放送（RCCテレビ・RCCラジオ）の野球解説者を1年間務めた。
2017年オフ、広島東洋カープの一軍外野守備・走塁コーチに就任、背番号は75。2022年からは二軍打撃コーチに配置転換された。

## 選手としての特徴・人物
強肩・好守・強打が魅力の外野手。死球の多さが特徴の1つで、2011年にはリーグ最多の14死球を記録した。また2013年に15打席連続出塁を記録した際も、15打席の間に3つの死球を受けている。
強肩を生かした打球判断に優れた外野守備が強みで、2010年は9月までに9つの補殺を記録し、JA全農Go・Go賞9月度の「強肩賞」を受賞、シーズン終了までに外野手としてリーグ最多の10補殺を記録した。
長いモミアゲが特徴で、広島弁でモミアゲを意味する「チャリ」をもじった『チャーリー』という愛称を持つ。
ファンサービスにも気さくに応じるなど優しい人柄で愛された。
主将を務めた大学4年時はスキンヘッドに近い5厘刈りにしていた。
広島入団時の山本浩二は大学、大学入学時の山中正竹、広島選手時代の野村謙二郎は高校と各監督が先輩であった。
夫人はウェルストンプロモーションに所属し、広島県内でフリーアナウンサーとして、ラジオ番組などで活動している廣瀬桃子で、かつて旧姓の青谷桃子名義で、TBSのバラエティ番組『ウンナンのホントコ!』で人気を博したコーナー未来日記III「3人のクリスマス」にヒロイン役として出演していた。

## 詳細情報

### 年度別打撃成績
| 年 度      | 球 団      | 試 合 | 打 席 | 打 数 | 得 点 | 安 打 | 二 塁 打 | 三 塁 打 | 本 塁 打 | 塁 打 | 打 点 | 盗 塁 | 盗 塁 死 | 犠 打 | 犠 飛 | 四 球 | 敬 遠 | 死 球 | 三 振 | 併 殺 打 | 打 率 | 出 塁 率 | 長 打 率 | O P S |
| ---------- | ---------- | ----- | ----- | ----- | ----- | ----- | -------- | -------- | -------- | ----- | ----- | ----- | -------- | ----- | ----- | ----- | ----- | ----- | ----- | -------- | ----- | -------- | -------- | ----- |
| 2001       | 広島       | 80    | 120   | 105   | 15    | 30    | 5        | 0        | 1        | 38    | 5     | 0     | 1        | 0     | 2     | 7     | 1     | 6     | 27    | 2        | .286  | .358     | .362     | .720  |
| 2002       | 広島       | 39    | 43    | 35    | 3     | 10    | 1        | 0        | 0        | 11    | 2     | 1     | 0        | 5     | 0     | 2     | 0     | 1     | 6     | 1        | .286  | .342     | .314     | .656  |
| 2003       | 広島       | 52    | 53    | 50    | 4     | 12    | 3        | 0        | 2        | 21    | 7     | 0     | 0        | 0     | 0     | 1     | 0     | 2     | 11    | 1        | .240  | .283     | .420     | .703  |
| 2004       | 広島       | 10    | 16    | 13    | 0     | 1     | 0        | 0        | 0        | 1     | 0     | 0     | 0        | 1     | 0     | 1     | 0     | 1     | 3     | 0        | .077  | .200     | .077     | .277  |
| 2005       | 広島       | 43    | 43    | 39    | 4     | 12    | 2        | 0        | 0        | 14    | 2     | 0     | 1        | 0     | 1     | 2     | 0     | 1     | 14    | 1        | .308  | .349     | .359     | .708  |
| 2006       | 広島       | 84    | 183   | 162   | 20    | 47    | 6        | 0        | 5        | 68    | 29    | 4     | 0        | 3     | 3     | 10    | 1     | 5     | 30    | 4        | .290  | .344     | .420     | .764  |
| 2007       | 広島       | 83    | 177   | 158   | 21    | 44    | 7        | 0        | 7        | 72    | 15    | 1     | 1        | 4     | 0     | 10    | 0     | 5     | 25    | 5        | .278  | .341     | .456     | .797  |
| 2008       | 広島       | 16    | 30    | 28    | 1     | 3     | 1        | 0        | 0        | 4     | 1     | 0     | 1        | 0     | 0     | 2     | 0     | 0     | 8     | 1        | .107  | .167     | .143     | .310  |
| 2009       | 広島       | 94    | 213   | 195   | 18    | 54    | 9        | 1        | 5        | 80    | 22    | 1     | 3        | 4     | 4     | 7     | 0     | 3     | 32    | 3        | .277  | .306     | .410     | .716  |
| 2010       | 広島       | 135   | 546   | 482   | 65    | 149   | 32       | 3        | 12       | 223   | 57    | 3     | 1        | 8     | 4     | 36    | 3     | 16    | 66    | 9        | .309  | .374     | .463     | .836  |
| 2011       | 広島       | 73    | 276   | 218   | 24    | 59    | 4        | 0        | 2        | 69    | 27    | 2     | 0        | 9     | 6     | 29    | 3     | 14    | 36    | 11       | .271  | .382     | .317     | .699  |
| 2012       | 広島       | 102   | 337   | 294   | 25    | 71    | 11       | 1        | 6        | 102   | 33    | 0     | 0        | 7     | 1     | 24    | 2     | 11    | 55    | 3        | .241  | .321     | .347     | .668  |
| 2013       | 広島       | 106   | 334   | 274   | 41    | 74    | 8        | 1        | 9        | 111   | 39    | 7     | 2        | 4     | 5     | 43    | 1     | 8     | 51    | 6        | .270  | .379     | .405     | .784  |
| 2014       | 広島       | 60    | 148   | 124   | 11    | 29    | 7        | 0        | 2        | 42    | 14    | 0     | 2        | 2     | 4     | 17    | 0     | 1     | 23    | 6        | .234  | .322     | .339     | .661  |
| 2016       | 広島       | 1     | 1     | 1     | 0     | 0     | 0        | 0        | 0        | 0     | 0     | 0     | 0        | 0     | 0     | 0     | 0     | 0     | 0     | 0        | .000  | .000     | .000     | .000  |
| 通算：15年 | 通算：15年 | 978   | 2520  | 2178  | 252   | 595   | 96       | 6        | 51       | 856   | 253   | 19    | 12       | 47    | 30    | 191   | 11    | 74    | 387   | 53       | .273  | .348     | .393     | .741  |

- 各年度の太字はリーグ最高

### 年度別守備成績
| 年 度 | 一塁  | 一塁  | 一塁  | 一塁  | 一塁  | 一塁     | 三塁  | 三塁  | 三塁  | 三塁  | 三塁  | 三塁     | 外野  | 外野  | 外野  | 外野  | 外野  | 外野     |
| 年 度 | 試 合 | 刺 殺 | 補 殺 | 失 策 | 併 殺 | 守 備 率 | 試 合 | 刺 殺 | 補 殺 | 失 策 | 併 殺 | 守 備 率 | 試 合 | 刺 殺 | 補 殺 | 失 策 | 併 殺 | 守 備 率 |
| ----- | ----- | ----- | ----- | ----- | ----- | -------- | ----- | ----- | ----- | ----- | ----- | -------- | ----- | ----- | ----- | ----- | ----- | -------- |
| 2001  | -     | -     | -     | -     | -     | -        | -     | -     | -     | -     | -     | -        | 68    | 63    | 2     | 0     | 0     | 1.000    |
| 2002  | -     | -     | -     | -     | -     | -        | -     | -     | -     | -     | -     | -        | 32    | 17    | 1     | 0     | 0     | 1.000    |
| 2003  | -     | -     | -     | -     | -     | -        | -     | -     | -     | -     | -     | -        | 48    | 27    | 1     | 1     | 0     | .966     |
| 2004  | -     | -     | -     | -     | -     | -        | -     | -     | -     | -     | -     | -        | 10    | 8     | 0     | 0     | 0     | 1.000    |
| 2005  | -     | -     | -     | -     | -     | -        | -     | -     | -     | -     | -     | -        | 30    | 12    | 0     | 1     | 0     | .923     |
| 2006  | 28    | 164   | 13    | 1     | 15    | .994     | -     | -     | -     | -     | -     | -        | 40    | 38    | 0     | 1     | 0     | .974     |
| 2007  | -     | -     | -     | -     | -     | -        | -     | -     | -     | -     | -     | -        | 69    | 90    | 2     | 1     | 0     | .989     |
| 2008  | -     | -     | -     | -     | -     | -        | 3     | 0     | 2     | 1     | 0     | .667     | 7     | 4     | 2     | 0     | 0     | 1.000    |
| 2009  | -     | -     | -     | -     | -     | -        | -     | -     | -     | -     | -     | -        | 77    | 94    | 4     | 2     | 2     | .980     |
| 2010  | 2     | 5     | 0     | 0     | 0     | 1.000    | -     | -     | -     | -     | -     | -        | 129   | 274   | 10    | 2     | 3     | .993     |
| 2011  | -     | -     | -     | -     | -     | -        | -     | -     | -     | -     | -     | -        | 69    | 130   | 6     | 1     | 1     | .993     |
| 2012  | -     | -     | -     | -     | -     | -        | -     | -     | -     | -     | -     | -        | 91    | 129   | 1     | 1     | 1     | .992     |
| 2013  | -     | -     | -     | -     | -     | -        | -     | -     | -     | -     | -     | -        | 92    | 120   | 5     | 1     | 2     | .992     |
| 2014  | -     | -     | -     | -     | -     | -        | -     | -     | -     | -     | -     | -        | 38    | 44    | 0     | 1     | 0     | .978     |
| 2016  | -     | -     | -     | -     | -     | -        | -     | -     | -     | -     | -     | -        | 1     | 0     | 0     | 0     | 0     | .---     |
| 通算  | 30    | 169   | 13    | 1     | 15    | .995     | 3     | 0     | 2     | 1     | 0     | .667     | 801   | 1050  | 34    | 12    | 9     | .989     |

- 各年度の太字はリーグ最高
- 太字年はゴールデングラブ賞受賞

### 表彰
- ゴールデングラブ賞：1回（2010年）
- JA全農Go・Go賞「強肩賞」（2010年9月）
- セントラル・リーグ特別賞（2013年）[19]

### 記録
初記録
- 初出場：2001年3月31日、対中日ドラゴンズ2回戦（ナゴヤドーム）、8回裏に町田康嗣郎に代わり右翼手で出場
- 初打席：2001年4月5日、対阪神タイガース3回戦（広島市民球場）、8回裏に吉田豊彦の前に空振り三振
- 初先発出場：2001年4月8日、対読売ジャイアンツ3回戦（広島市民球場）、7番・中堅手で先発出場
- 初安打：同上、7回裏に小野仁から中前安打
- 初打点：2001年5月20日、対中日ドラゴンズ8回戦（佐賀県立森林公園野球場）、8回裏に正津英志から左前適時打
- 初本塁打：2001年5月22日、対横浜ベイスターズ6回戦（広島市民球場）、7回裏に三浦大輔から左中間へソロ
- 初盗塁：2002年7月18日、対阪神タイガース15回戦（阪神甲子園球場）、7回表に二盗（投手：谷中真二、捕手：矢野輝弘）

その他の記録
- 15打席連続出塁：2013年4月21日、対読売ジャイアンツ6回戦（MAZDA Zoom-Zoom スタジアム広島）、第4打席から同年4月26日、対中日ドラゴンズ4回戦（MAZDA Zoom-Zoom スタジアム広島）の第4打席 ※プロ野球記録[1]
- オールスターゲーム出場：2回（2010年、2013年）

### 背番号
- 26（2001年 - 2016年）
- 75（2018年 - ）

### 登場曲
- 「純情 〜スンジョン〜」DJ OZMA（2006年）
- 「ルパン三世のテーマ」（2007年）
- 「Hill Climb」森本ケンタ（2009年 - 2016年）

## 出演

### 解説者
- SAMURAI BASEBALL（2017年、RCCテレビ）
- Veryカープ！RCCカープナイター・RCCカープデーゲーム中継（2017年、RCCラジオ）

### テレビ番組
- 元就。（2016年12月4日[20]、RCCテレビ） - 温泉組
- 開幕直前！3時間生放送スペシャル Veryカープ！RCC（2017年3月29日、RCCテレビ） - 15打席連続出塁の日本記録を持つ廣瀬純が放送時間内に33本のホームラン達成にチャレンジ！
- 広島市広報番組『ひろしま日常劇場 ご老公様 出番ですよ』（2017年4月2日#1 - 2018年1月28日#43、毎週日曜、RCCテレビ、監修：広島市企画総務局広報課） - ひろ助 役[21]レギュラー
- Veryカープ!祝!カープ連覇V8（2017年9月18日深夜、RCCテレビ）
- Veryカープ!安仁屋倶楽部 ANIYA-CLUB（2017年、RCCテレビ） 部長：安仁屋宗八　部員No.8：廣瀬純
- イマなまっ!SP V8 カープファン感謝デー（2017年11月23日生放送、RCCテレビ。コーチ就任後ながらRCC側の司会陣として出演）

### ラジオ
- それ聴け!Veryカープ!（2017年4月3日 - 12月4日 毎週月曜 17:52-19:30、RCCラジオ） レギュラー

### CM
- 日産 電気自動車「NOTE e-POWER」PRキャンペーン「日本六秒百景」シリーズ 広島バージョン（2017年）
- 中国新聞（2017年）

### 連載
- CARP TIMES（カープタイムズ）「廣瀬純レーザービーム」（2017年、中国新聞）
- 東スポwebに寄稿（2017年）
- 月刊誌『広島アスリートマガジン』「広瀬純の月間今旬プレーヤーズ!」（ - 2017年12月号最終回）

### 大使
- カルビー ポテトチップス「汁なし担担麺味」PR大使（2017年） 商品開発にも参加[22]

## 著書
- カープはもっと強くなる（2017年4月12日、ワニブックスPLUS新書、ISBN 978-4847065873）